# 應媽廟
25°03′00″N 121°32′45″E / 25.050000°N 121.545833°E
應媽廟，又稱應顯媽廟，是位於臺灣臺北市松山區中正里敦中公園內的姑娘廟，為當地的信仰中心，在道路被拓寬時，成功遷於公園內。

## 沿革
在1995年採訪時，應媽廟原先在八德路二段437巷6弄底，附近居民表示供奉已有一百廿年的歷史，是社區信仰中心。該巷弄狹小，若萬一附近火警，使得近在咫尺的消防隊與分局必須繞道，因此台北市政府對合作金庫所有的前台汽修護站部分用地進行徵收，打通道路。
1995年，廟所位於的道路即將拓寬，中正里里長方禎璋與台北市政府協商將廟遷到里內的敦中公園。因廟內設有老燈座，中正里辦公室就以「復古式燈座」名義，提出申請拆遷後保留在公園內，讓廟也順便遷移。1997年3月遷移成功。
此舉也引起一名洪姓居民在同年投書抗議，反對松山區公所以古蹟名義將廟遷在敦化北路4巷的此公園。他認為公園面積本不大，若宗教團體比照辦理，公園勢必複雜化，居民活動空間也被剝奪，希望市府協助處理。對此，松山區公所答覆只是暫放，待覓得適當地點即進行遷移。
到了2003年時報導，應媽廟還在敦中公園，信眾更為其增添PC遮陽板。香油錢也作為里間的建設經費，如敦化國中興建硬體設施、鄰里間裝設路燈，都能於此取得。

## 祭祀
應媽廟供奉的神祇是傳說一名在當地楊桃樹上吊的婢女，民眾憫之為其建廟，稱為「應媽」。也有稱此神為「應顯媽」，廟全名「應顯媽廟」。
地方傳說1964年一家建商要蓋房子，在應媽廟前搭工寮，結果工人連續三夜被踢下床，後才曉得是應媽誕辰將至，她想在廟前搭棚聽酬神戲，從此增加不少信徒。後來敦化國中成立，居民希望子女考上好學校，每逢考季便放了許多准考證。
於公園落成時，當時居民改以綠色小盆栽置於公園內，代替以往的鮮花素果等牲禮作祭拜。由於木雕的應媽像刻工精緻，還為設立小鐵門，連功德箱都變身為小小的功德桶。里民會在此三坪大的小廟舉辦普渡儀式。有老信眾認為因有此廟存在，所以這裡開出的樂透獎也多。里長方禎璋還認為他考碩士班能備取上，是應媽保佑。